# Mühlsee
Mühlsee  je jezero v obci Lans v okrese Innsbruck-venkov ve spolkové zemi Tyrolsko v Rakousku v nadmořské výšce asi 850 m. Dostanete se k němu ze stejnojmenné zastávky tramvaje linky 6. Jezero má délku 150 m a šířku 100 m, vodní plocha má 1,5 ha a hloubka dosahuje až tři metry.
V roce 1840 bylo jezero vysušeno a v roce 1902 po velkém požáru v Lans znovu napuštěno.
Do jezera dříve přitékal potok Lanser Bach, který byl v roce 1965 odříznut bahenním přívalem. Po roce 1965 je napájen ze soukromých pramenů. Odtok je stále do Lanser Bach.
Jezero je v soukromém vlastnictví a využívá se pouze jako soukromé koupaliště.